# Grand Prix automobile des États-Unis 1989
GP précédent GP suivant
Le Grand Prix automobile des États-Unis 1989 (Iceberg United States Grand Prix), disputé le 4 juin 1989 sur le circuit urbain de Phoenix, est la 473e épreuve de l'histoire du championnat du monde de Formule 1 courue depuis 1950 et la cinquième manche du championnat 1989.

## Course

### Classement de la course
| Pos. | No | Pilote                | Écurie                | Tours | Temps/Abandon                      | Grille | Points |
| ---- | -- | --------------------- | --------------------- | ----- | ---------------------------------- | ------ | ------ |
| 1    | 2  | Alain Prost           | McLaren-Honda         | 75    | 2 h 01 min 33 s 133 (140,606 km/h) | 2      | 9      |
| 2    | 6  | Riccardo Patrese      | Williams-Renault      | 75    | + 39 s 696                         | 14     | 6      |
| 3    | 10 | Eddie Cheever         | Arrows-Ford           | 75    | + 43 s 210                         | 17     | 4      |
| 4    | 38 | Christian Danner      | Rial-Ford             | 74    | + 1 tour                           | 26     | 3      |
| 5    | 20 | Johnny Herbert        | Benetton-Ford         | 74    | + 1 tour                           | 25     | 2      |
| 6    | 5  | Thierry Boutsen       | Williams-Renault      | 74    | + 1 tour                           | 16     | 1      |
| 7    | 40 | Gabriele Tarquini     | AGS-Ford              | 73    | Moteur                             | 24     |        |
| 8    | 22 | Andrea De Cesaris     | Dallara-Ford          | 70    | Panne d'essence                    | 13     |        |
| 9    | 3  | Jonathan Palmer       | Tyrrell-Ford          | 69    | Alimentation                       | 21     |        |
| Abd. | 28 | Gerhard Berger        | Ferrari               | 61    | Boîte de vitesses                  | 8      |        |
| Abd. | 21 | Alex Caffi            | Dallara-Ford          | 52    | Collision                          | 6      |        |
| Abd. | 11 | Nelson Piquet         | Lotus-Judd            | 52    | Suspension                         | 22     |        |
| Abd. | 36 | Stefan Johansson      | Onyx-Ford             | 50    | Suspension                         | 19     |        |
| Abd. | 24 | Luis Pérez-Sala       | Minardi-Ford          | 46    | Moteur                             | 20     |        |
| Abd. | 1  | Ayrton Senna          | McLaren-Honda         | 44    | Panne électrique                   | 1      |        |
| Abd. | 7  | Martin Brundle        | Brabham-Judd          | 43    | Freins                             | 5      |        |
| Abd. | 8  | Stefano Modena        | Brabham-Judd          | 37    | Freins                             | 7      |        |
| Abd. | 27 | Nigel Mansell         | Ferrari               | 31    | Boîte de vitesses                  | 4      |        |
| Abd. | 23 | Pierluigi Martini     | Minardi-Ford          | 26    | Surchauffe                         | 15     |        |
| Abd. | 12 | Satoru Nakajima       | Lotus-Judd            | 24    | Accélérateur                       | 23     |        |
| Abd. | 16 | Ivan Capelli          | March-Judd            | 22    | Transmission                       | 11     |        |
| Dsq. | 15 | Mauricio Gugelmin     | March-Judd            | 20    | Disqualifié                        | 18     |        |
| Abd. | 4  | Michele Alboreto      | Tyrrell-Ford          | 17    | Boîte de vitesses                  | 9      |        |
| Abd. | 19 | Alessandro Nannini    | Benetton-Ford         | 10    | Problème physique                  | 3      |        |
| Abd. | 9  | Derek Warwick         | Arrows-Ford           | 7     | Collision                          | 10     |        |
| Abd. | 30 | Philippe Alliot       | Larrousse-Lamborghini | 3     | Sortie de piste                    | 12     |        |
| Nq.  | 26 | Olivier Grouillard    | Ligier-Ford           |       | Non qualifié                       |        |        |
| Nq.  | 31 | Roberto Moreno        | Coloni-Ford           |       | Non qualifié                       |        |        |
| Nq.  | 25 | René Arnoux           | Ligier-Ford           |       | Non qualifié                       |        |        |
| Nq.  | 29 | Yannick Dalmas        | Larrousse-Lamborghini |       | Non qualifié                       |        |        |
| Npq. | 18 | Piercarlo Ghinzani    | Osella-Ford           |       | Non préqualifié                    |        |        |
| Npq. | 32 | Pierre-Henri Raphanel | Coloni-Ford           |       | Non préqualifié                    |        |        |
| Npq. | 33 | Gregor Foitek         | Eurobrun-Judd         |       | Non préqualifié                    |        |        |
| Npq. | 17 | Nicola Larini         | Osella-Ford           |       | Non préqualifié                    |        |        |
| Npq. | 41 | Joachim Winkelhock    | AGS-Ford              |       | Non préqualifié                    |        |        |
| Npq. | 39 | Volker Weidler        | Rial-Ford             |       | Non préqualifié                    |        |        |
| Npq. | 34 | Bernd Schneider       | Zakspeed-Yamaha       |       | Non préqualifié                    |        |        |
| Npq. | 35 | Aguri Suzuki          | Zakspeed-Yamaha       |       | Non préqualifié                    |        |        |
| Npq. | 37 | Bertrand Gachot       | Onyx-Ford             |       | Non préqualifié                    |        |        |

### Pole position et record du tour
- Pole position :  Ayrton Senna (McLaren-Honda) en 1 min 30 s 108 (vitesse moyenne : 151,738 km/h)[2].
- Meilleur tour en course :  Ayrton Senna (McLaren-Honda) en 1 min 33 s 969 au 38e tour (vitesse moyenne : 145,503 km/h)[3].

### Tours en tête
- Ayrton Senna (McLaren-Honda) : 33 tours (1-33).
- Alain Prost (McLaren-Honda) : 42 tours (34-75)[4].

## Statistiques
- 36e victoire pour Alain Prost.
- 74e victoire pour McLaren en tant que constructeur.
- 46e victoire pour Honda en tant que motoriste.
- Mauricio Gugelmin est disqualifié car ses mécaniciens ont ajouté du liquide de frein pendant son arrêt aux stands.
- Derniers points de Rial Racing.